# پارکتاون
پارکتاون (به لاتین: Parktown) یک شهرک در آفریقای جنوبی است که در خائوتنگ واقع شده‌است. پارکتاون ۳٫۷۹ کیلومتر مربع مساحت و ۶٬۹۳۶ نفر جمعیت دارد.